# Manevre (Star Trek: Voyager)
„Manevre” (titlu original: „Maneuvers”) este al 11-lea episod din al doilea sezon al serialului TV american SF Star Trek: Voyager. A avut premiera la  20 noiembrie 1995 pe canalul UPN.

## Prezentare
Membri ai sectei Kazon Nistrim se infiltrează la bordul navei Voyager și fură un modul de teleportare în încercarea de a unifica toate sectele Kazon.

## Actori ocazionali
- Martha Hackett - Seska
- Anthony De Longis - First Maj Culluh
- Terry Lester - Haron
- John Gegenhuber - Jal Surat